# Cryptocarya bourdillonii
Cryptocarya bourdillonii är en lagerväxtart som beskrevs av James Sykes Gamble. Cryptocarya bourdillonii ingår i släktet Cryptocarya och familjen lagerväxter. Inga underarter finns listade i Catalogue of Life.